# Noorderhoofd (Westkapelle)

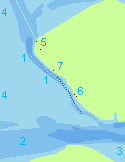
1. Oostgat
2. Wielingen
3. Westerschelde
4. Noordzee
5. Westkapelle met twee vuurtorens en lichtlijn
6. Vuurtorens van Kaapduinen met lichtlijn
7. Lichtlijn van de lichtopstand Zoutelande in rood

Het Noorderhoofd, ook wel Westkapelle Laag, of in de volksmond `t Iezderen torentje (Het ijzeren torentje) genoemd, is de tweede vuurtoren in Westkapelle naast de hoge vuurtoren in het dorp.
Midden op de Westkappelse Zeedijk staat de lage vuurtoren. Deze gietijzeren toren uit 1875-1876 is ontworpen door Quirinus Harder, die ook veel andere Nederlandse vuurtorens heeft ontworpen. De vuurtoren is gemaakt door ijzergieterij Nering Bögel in Deventer. Het baken vormt samen met de hoge toren een lichtlijn naar het Oostgat.
De toren was oorspronkelijk roodbruin, maar om de herkenbaarheid bij daglicht te vergroten is in 1959 een witte band toegevoegd. Het licht van de toren heeft 3 kleuren; rood, wit en groen. Dit is gescheiden door een soort doorzichtige plastic panelen. De witte lichtsector is 6000 candela, de rode en de groene beide 1800 candela.
De toren is opengesteld voor het publiek. De exploitatie is in handen van Museum het Polderhuis in Westkapelle.

## Geschiedenis
In de jaren vanaf 1863 nam de scheepvaart op de Westerschelde enorm toe, omdat Nederland en België een verdrag hadden gesloten over het afkopen van de tol. Dit had tot gevolg dat er tussen 1866 en 1878 35 lichten langs de Westerschelde bijkwamen. Waarvan het Noorderhoofd er dus één van was. Op 10 juli 1876 werd het vaste witte licht voor het eerst ontstoken.
In 1939 werd, in verband met de dreigende Tweede Wereldoorlog, een comouflageschildering aangebracht op te toren. De oorspronkelijke roodbruine kleur kwam pas na de oorlog weer terug. Tijdens de oorlog werd deze vuurtoren onderdeel van de Atlantikwall en werd aan beide zijden van het torentje een bunker geplaatst.
Aan de voet van de toren heeft tot 1995 een stenen gebouwtje gestaan dat in gebruik was bij de Kustwacht. Het werd in 1921 gebouwd als vervanging voor een ander houten gebouwtje dat daar sinds ca. 1905 stond. Nadat de kustwacht was vertrokken raakte het onderkomen in verval en was doelwit van vandalisme. Bij gebrek aan een zinvolle bestemming is het gesloopt.

## Afbeeldingen

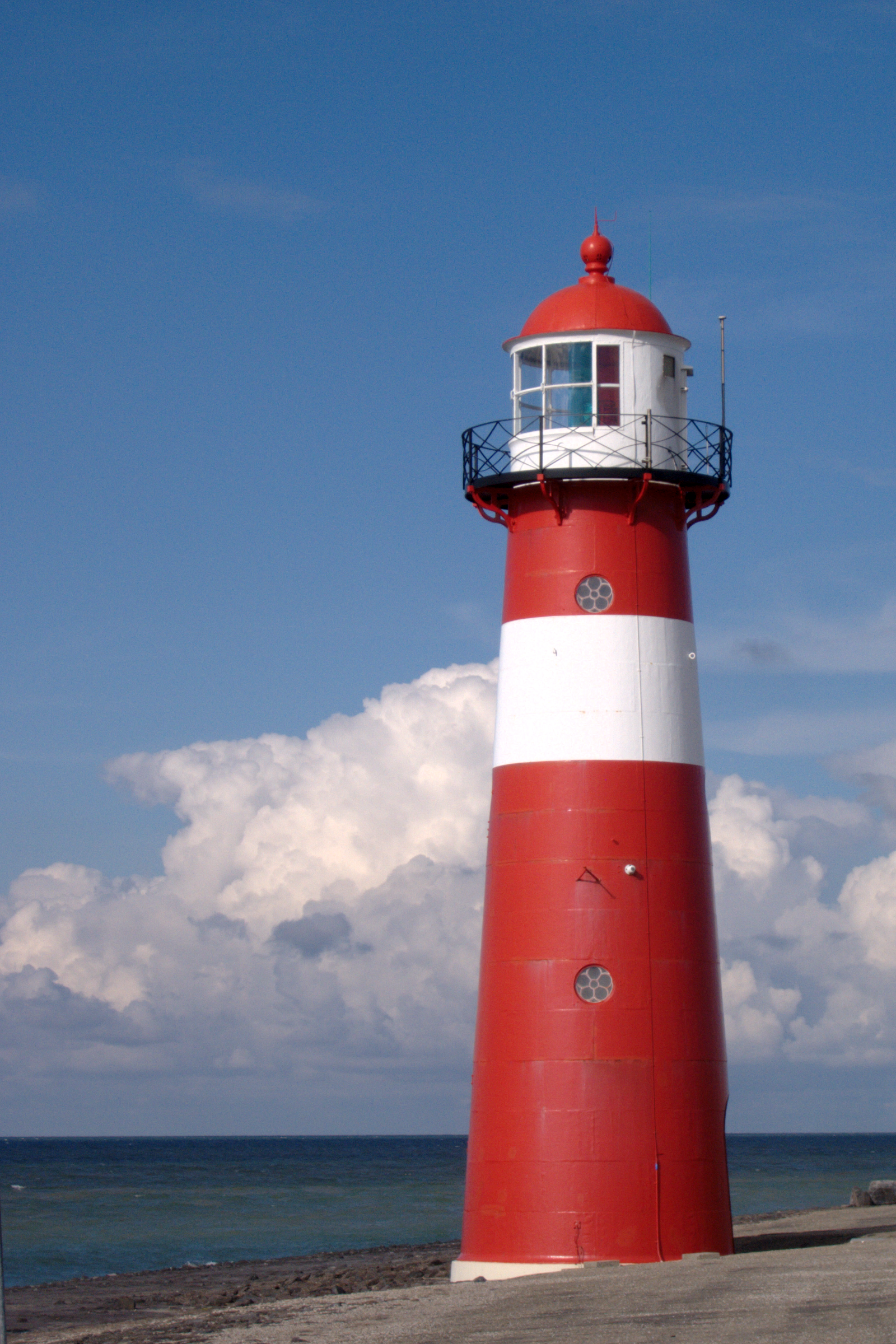
Noorderhoofd (2010)
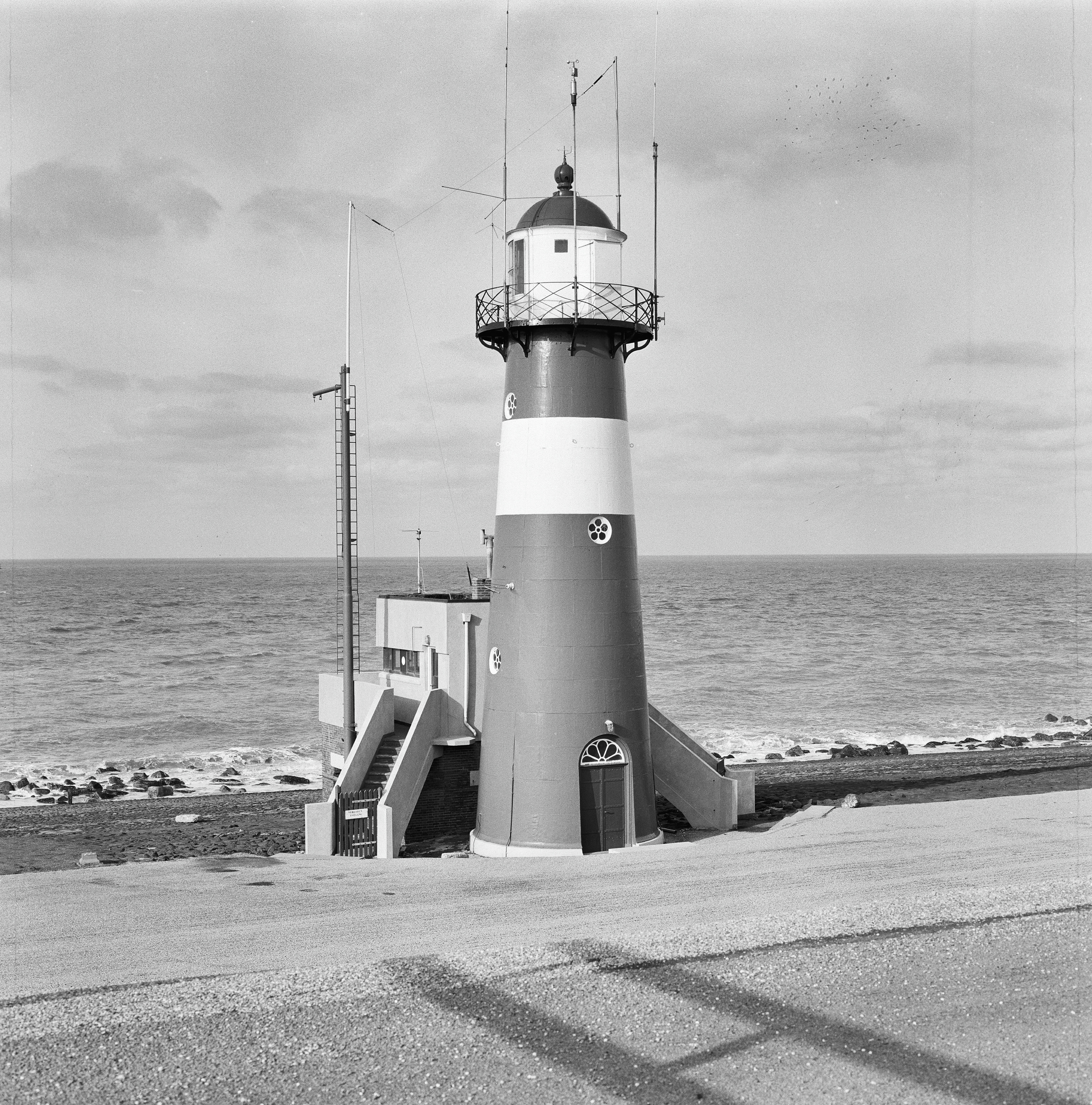
Noorderhoofd met bijgebouw (1991)
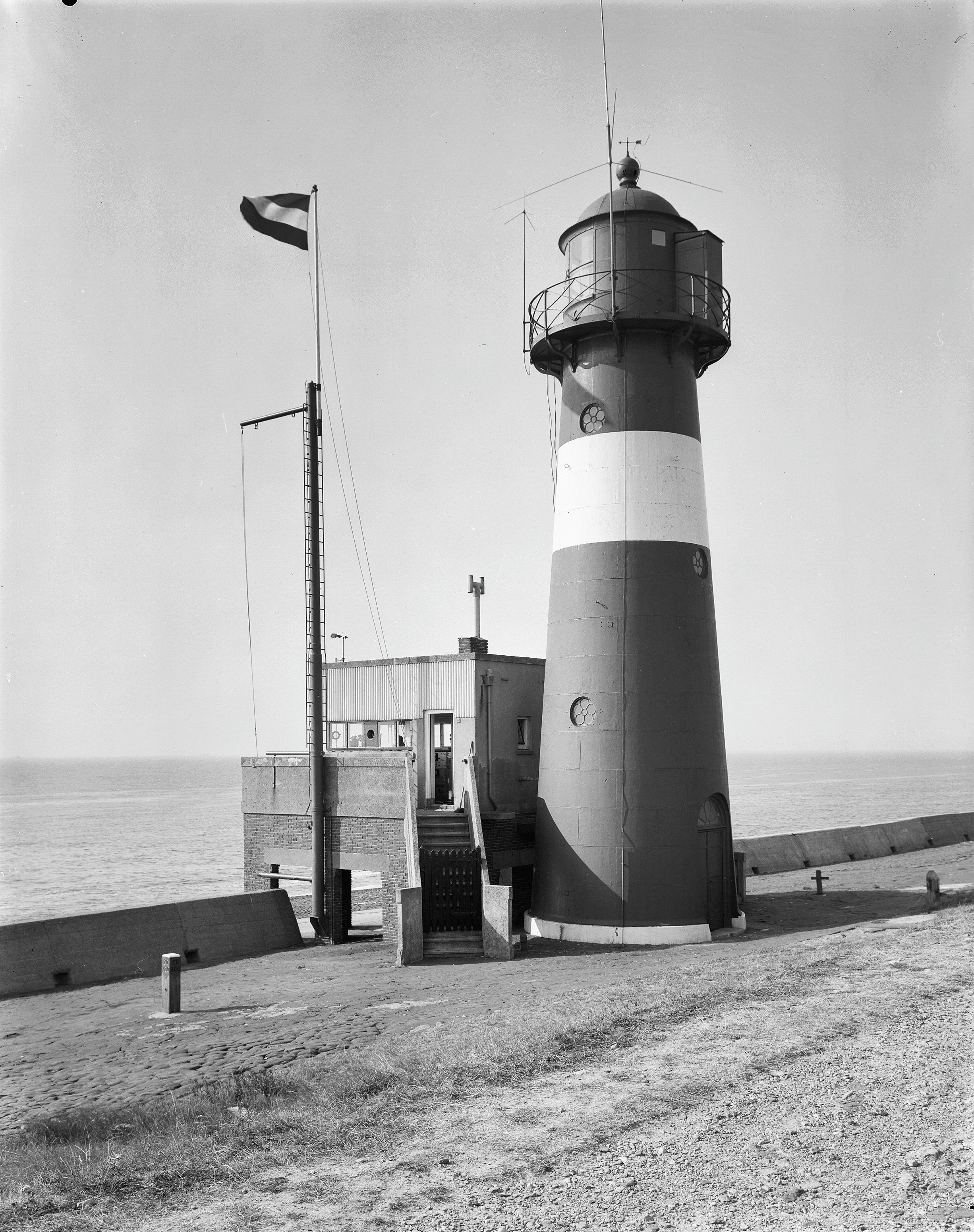
Noorderhoofd met bijgebouw (1976)
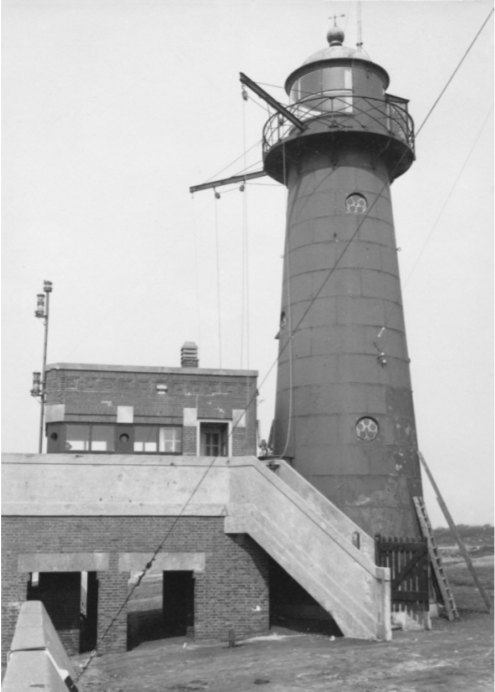
Noorderhoofd (1958)
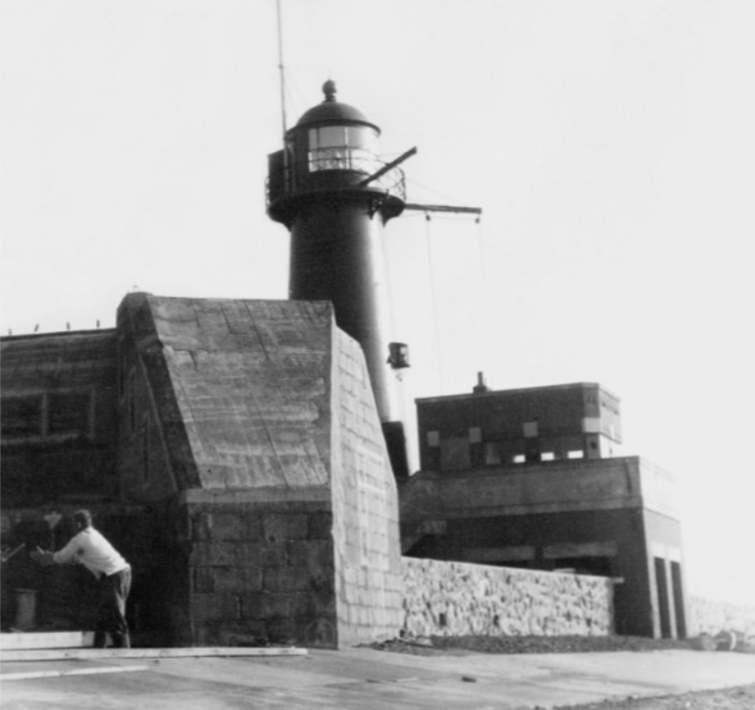
Noorderhoofd tussen twee bunkers als deel van de Atlantikwall (1943)
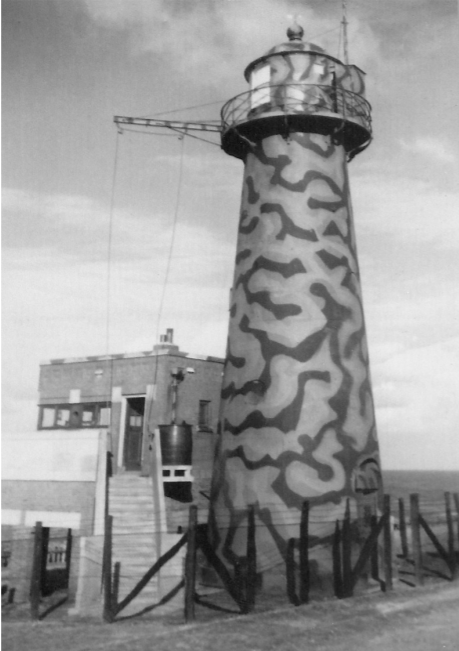
Noorderhoofd in camouflagekleuren (1939)
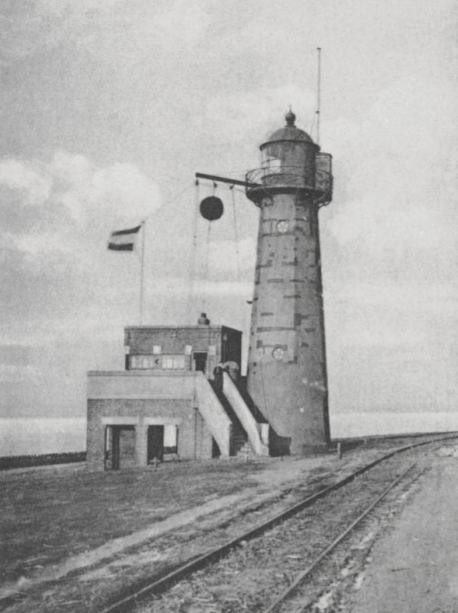
Noorderhoofd met bijgebouw (1925)
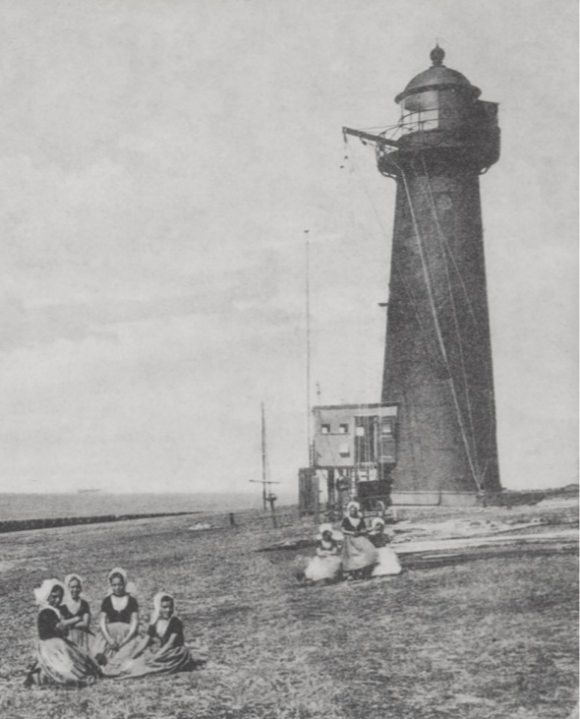
Noorderhoofd met houten bijgebouw (1910)